# Nephele xylina
Nephele xylina là một loài bướm đêm thuộc họ Sphingidae. Nó được tìm thấy ở semi-deserts from Kenya to Ethiopia và Somalia.
Chiều dài cánh trước từ 30–33 mm. Râu con đực dày hơn của các loài khác thuộc chi Nephele.